# Music Box Tour
 (octobre 2015).
Si vous disposez d'ouvrages ou d'articles de référence ou si vous connaissez des sites web de qualité traitant du thème abordé ici, merci de compléter l'article en donnant les références utiles à sa vérifiabilité et en les liant à la section « Notes et références ».
Music Box Tour est une mini-tournée américaine de six dates de Mariah Carey qui fait suite à la sortie de Music Box qui atteindra les 30 millions d'exemplaires. C'est la première tournée de l'artiste.

## Historique
Ce premier concert a eu lieu à Miami au Miami Arena le 3 novembre. Les critiques sont vraiment moyennes. Mariah Carey utilise donc sa colère pour améliorer son second concert au Worcester Centrum à Worcester. Cette fois ci, elle reçoit des critiques bien meilleures.

## Setlist
1. They Call the Wind Maria (en) (intro)
2. Emotions
3. Love Takes Time
4. Now That I Know
5. Without you
6. Dreamlover
7. Someday
8. I Don't Wanna Cry
9. Vanishing
10. Make It Happen
11. Hero
12. All in Your Mind
13. Just Be Good to Me (en) (cover de The S.O.S. Band)
14. Anytime You Need a Friend
15. I'll Be There feat. Trey Lorenz (cover des Jackson 5)
16. Vision of Love
17. Emotions (Outro)
18. Santa Claus is Coming to Town (seulement à New York)